# North Versailles
North Versailles  è una township degli Stati Uniti d'America, nella contea di Allegheny nello Stato della Pennsylvania. Secondo il censimento del 2000 la popolazione è di 11.125 abitanti.

## Società

### Evoluzione demografica
La composizione etnica vede una prevalenza della razza bianca (87,81%) seguita da quella afroamericana (9,77%), dati del 2000.
| township di North Versailles Popolazione |        |
| 2000                                     | 11.125 |
| Stima al 01-07-07                        | 10.337 |